# Břežany
Břežany (deutsch Breschan) ist eine Gemeinde in Tschechien. Sie liegt sieben Kilometer nordwestlich von Horažďovice und gehört zum Okres Klatovy.

## Geographie
Das Dorf befindet sich am südlichen Fuße des 627 Meter hohen Slavník und ist im Westen und Süden von mehreren durch den Mlýnský potok gespeisten Teichen umgeben, von denen der Břežanský velký rybník der größte ist.
Nachbarorte sind Týřovice und Velešice im Norden, Třebomyslice im Osten, Malý Bor im Südosten, Hradešice im Süden, Smrkovec im Südwesten, Zahrádka und Velenovy im Westen sowie Těchonice und Neprochovy im Nordwesten.

## Geschichte
Die erste urkundliche Erwähnung des Dorfes stammt aus dem Jahre 1319.
Břežany ist ein Ort, in dem die Landwirtschaft eine große Rolle spielt. Ca. 50 Chaluppen im Dorf dienen touristischen Zwecken und der Ort hat etwa 130 Übernachtungsplätze. Das Durchschnittsalter betrug im Jahre 2003 40 Jahre. Bis zum Jahre 2015 wird ein Rückgang der Einwohnerzahl auf 115 prognostiziert.

## Sehenswürdigkeiten
- Marterl, westlich des Ortes

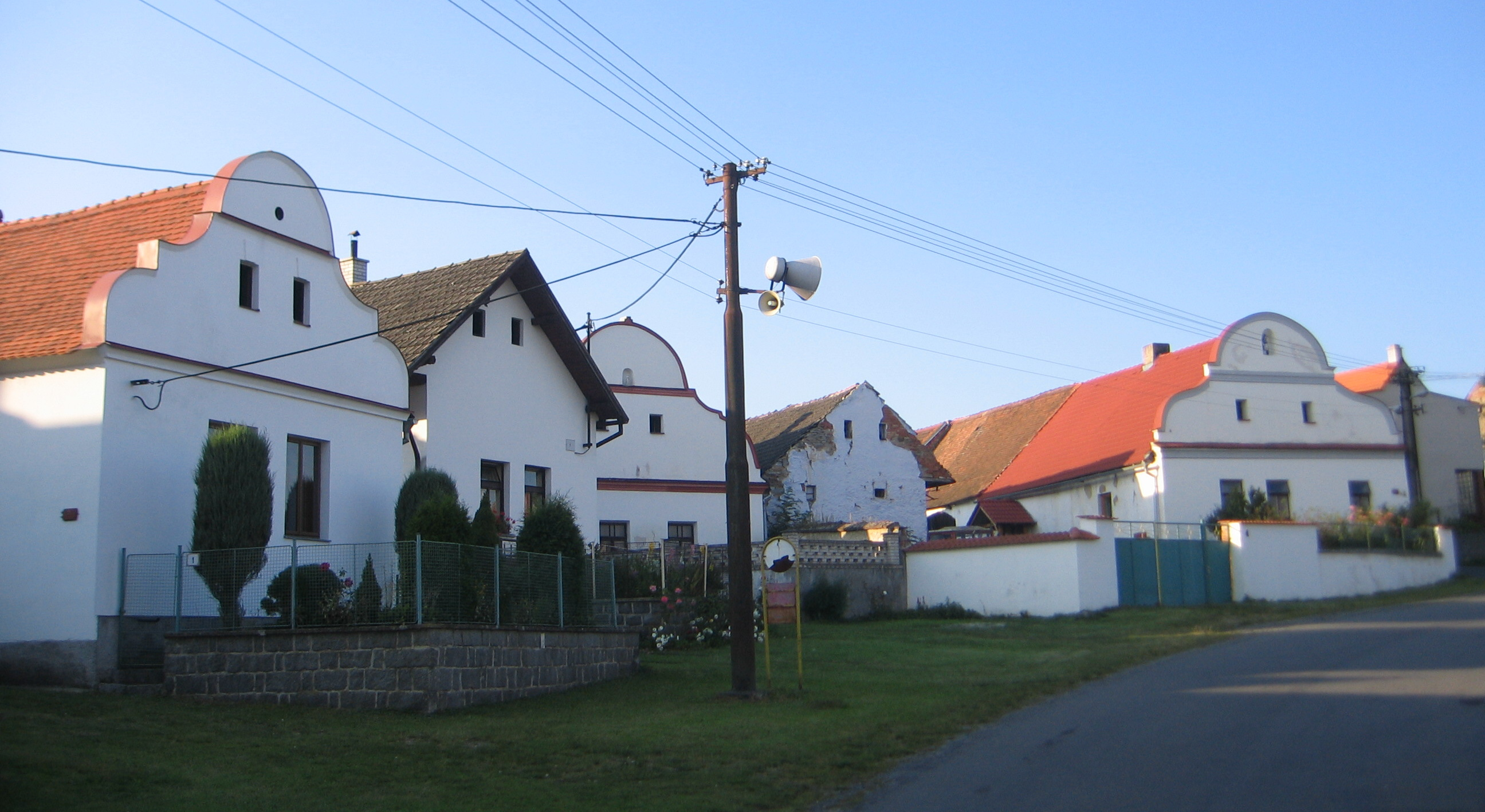
Gehöfte Nr. 1–4

- Kapelle der hl. Anna, im Wald östlich des Dorfes
- Gehöfte im Bauernbarockstil